# Marići (gmina Sveta Nedelja)
Marići – wieś w Chorwacji, w żupanii istryjskiej, w gminie Sveta Nedelja. W 2011 roku liczyła 57 mieszkańców.